# Cephalenicodes bimaculatus
Cephalenicodes bimaculatus là một loài bọ cánh cứng trong họ Cerambycidae.